# Adana
Adana je s 1,617.284 stanovnika (procjena za 2011.) peti po veličini grad u Turskoj i glavni grad istoimene pokrajine na jugu zemlje.
Jedan od najvećih i najdinamičnijih turskih gradova, Adana je smještena nedaleko Sredozemlja u vrlo plodnome nizinskom području.
Foreign Direct Investment Magazine (pripojen Financial Timesu) proglasio je Adanu i njenu pokrajinu jednom od 25 europskih regija budućnosti za 2006./2007. Izabrana za područje Turske zajedno s regijom Kocaeli, Adana je ostvarila najveći broj bodova za cjenovnu učinkovitost (za razliku od Kocaelija, koji ima znatno razvijeniju infrastrukturu), dok su obje pokrajine jednako dobro prošle što se tiče ljudskih resursa i kakvoće življenja.
NATO-ova zračna baza Incirlik leži 12 kilometara istočno od grada.

## Etimologija
Postoje razne teorije o nastanku imena grada (i pokrajine). Najvjerojatnija je ona prema kojoj je grad ime dobio prema hetitskoj zemlji Adaniyi, koja se nalazila u sklopu kraljevstva Kizzuwatna.
Prema drugoj teoriji ime grada izvedeno je od imena Adanosa, sina boga neba Urana iz grčke mitologije. Legenda kaže kako su Adanos i Sarus, dvoje Uranovih sinova, došli na mjesto blizu rijeke Seyhan i tamo sagradili grad Adanu. Grad je u prošlosti bio poznat i pod helenskim imenima Antiohija u Ciliciji (grčki : Αντιόχεια της Κιλικίας), Antiohija na Sarusu (grčki: Αντιόχεια η προς Σάρο) i Antiohija na Pyranusu (grčki: Αντιόχεια η προς Πυράνο). U Homerovoj Ilijadi grad se naziva današnjim imenom Adana.
Izdavači The Helsinki Atlasa pak oklijevajući identificiraju Adanu kao Quwê (što je sadržano na klinastim pločicama), neoasirski glavni grad pokrajine Quwê. Ime se pojavljuje i pod oblikom Coa, te je moguće da se radi o mjestu iz kojeg je kralj Salomon navodno dobio konje (prema Bibliji).
Prema jednom bitno drukčijem stajalištu, vjeruje se da je ime boga Adada (Tesupa) koji je obitavao u šumovitim područjima nadjenuto regiji koju oblikuju gorje Taurus i rijeka Seyhan. Adad je bio bog gromovnik u Hetita a Tesup kod sirijskih i mezopotamskih plemena. S obzirom na to da su ove skupine međusobno preuzimale i davale ideje, imena i stilove pisanja, ova teorija također posjeduje visoki stupanj vjerojatnosti. Budući da je bog grmljavine donio kišu a kiša donijela obilje, ovaj je bog živio u ovoj regiji kao iznimno voljen i poštovan, te je u njegovu čast ona zvana Uru Adaniyya.
Ime grada se tijekom stoljeća često mijenjalo. Osim već spomenutih, grad je u određenim razdobljima nosio i sljedeća imena: Ta Adana, Erdene, Edene, Ezene, Batana, Atana, Azana.

## Zemljopis
Adana je smještena na jugu zemlje, južno od Taurusa, 40-ak km udaljena od Sredozemnog mora. Okolna regija (Çukurova) vrlo je plodna, a kroz nju protječe rijeka Seyhan, na čijoj se desnoj obali nalazi povijesno središte Adane. Važnost Adane proizlazi iz njenog položaja ulaznih vrata u Çukurova (Cilicijsku) ravnicu, čija je zemlja vjerojatno najplodnija i najproduktivnija u tome dijelu svijeta (s istočne strane Taurusa). Adana je nekada bila važna samo zbog poljodjelstva.
S ishodištem u Adani, prelazeći preko Cilicijske ravnice u smjeru zapada, cesta koja prolazi kroz Tarsus vodi u podnožje gorja Taurusa, a zatim kroz poznata Cilicijska vrata (planinski prijevoj) na Anatolijsku ravan.
Grad je pravi melting pot različitih kultura i narodnosti. Glavninu stanovništva čine tri naroda: po otprilike trećinu stanovništva predstavljaju Arapi, Turci i s istoka (Mardin, Urfa, Diyarbakir itd.) doseljeni Kurdi.

## Povijest
Nalazi s ovoga područja pokazuju kako je lokalitet bio nastanjen još u doba paleolitika.
Općenito se može reći da je gradska povijest duga najmanje 3500 godina. Grad je izravno ili neizravno bio predmetom mnogih epskih pjesama i legendi. Adana je poimence spomenuta u sumerskome epu o Gilgamešu.
Povijesno gledano, Adana je uglavnom bila važna samo kao poljodjelsko središte, dok je Tarsus bio metropola ovoga područja. Iako je Tarsus i danas važno regionalno i povijesno središte, pravom međunarodnom metropolom koja zasjenjuje susjedne gradove postala je Adana.

### Antika
Povijest grada seže sve do nastanka jednog hetitskog naselja: već je u 16. st. pr. Kr. "Adanija" imenovana u hetitskim povijesnim tekstovima. Hetitska Adana naseljena je tijekom 18. egipatske dinastije. Prema Kavinom natpisu, kojeg su napisali Hetiti a koji je pronađen u Hattusi (BogazKoy), kraljevstvo Kizzuwatna je bilo prvo kraljevstvo koje je vladalo Adanom, koja je bila pod zaštitom Hetita do otprilike 1191. – 1189. pr. Kr. Tada su slijedom invazija sa zapada nastajala i nestajala mnoga manja kraljevstva. Na natpisu Kave, službeno ime grada bilo je Uru Adaniyya a njegovi stanovnici zvani su "Danuna". U Sirijevim akadskim tekstovima (oko 1400 pr. Kr.) i kasnijim egipatskim izvještajima (12. st. pr. Kr.) grad se spominje pod imenom Danuna; moguća veza s grčkim Danajcima ili sa židovskim plemenom Dan nije međutim sa sigurnošću razjašnjena. Na mjestu današnje Adane nalazila se helenska utvrda u toj regiji – Cilicia Campestris.
Adana je u početku imala ulogu karavanske postaje, riječnog prijelaza i granične izvidnice za obranu Male Azije od iznenadnih napada iz Sirije. Povijest Adane je usko vezana uz povijest Tarsusa. Adana je u vrijeme antike bila prilično nevažna; Tarsus, Ayas/Issus (današnji Yumurtalık) i Kozan (ranije Sis) su obično bili glavna upravna i demografska središta, osobito tijekom Kraljevstva Donje Armenije. Među gospodarima grada tijekom 1. tisućljeća pr. Kr. izdvajaju se Kraljevstvo Kue, Asirci u 9. st. Pr. Kr., Perzijanci u 6. st. Pr. Kr., Aleksandar Veliki 333. pr. Kr., Seleukidi te cilicijski gusari. Strateški položaj grada više ga je puta pretvorio u poprište borbi: u antici su se dugo vremena za prevlast nad gradom borile Grčka i Perzija, prije no što je u 1. stoljeću pr. Kr. pao u ruke Rimljana (pod imenom Antiohija na Sarusu).
Rimsku Adanu vjerojatno je 63. pr. Kr. osnovao rimski državnik Pompej Veliki. Tijekom njegove vladavine grad je bio korišten u svrhe pritvora cilicijskih gusara. Izgradnjom širokih mostova, cesta, upravnih zgrada, te sustava navodnjavanja i plantaža, Adana i Cilicija postaju najrazvijenijim dijelom i glavnim trgovinskim središtem toga prostora. Rimska Adana je jedan od rijetkih gradova čije se ime nepromijenjeno očuvalo stoljećima. Još je nekoliko stoljeća po svom osnutku ostala jednim od mjesta zaustavljanja na rimskoj vojnoj cesti koja je vodila na istok, a nakon raspada Rimskoga Carstva postala je dijelom Bizantskoga Carstva.

### Srednji vijek
Nakon pada Zapadnog Rimskog Carstva 476. god. n.e., prešavši u ruke Bizanta, grad je izgubio na značenju. U 7. stoljeću gradom vladaju Abasidi. Prema jednom arapskom povjesničaru toga vremena, ime grada dolazi od Ezene, unuka proroka Yazene.
U 8. stoljeću, točnije 782., grad je obnovio bagdadski kalif Harun al-Rashid.
Bizantinci su početkom 10. st. povratili kontrolu nad ovim područjem, nakon što su Abasidi izgubili moć. Druga kraljevstva koja su još vladala gradom su kronološki Armensko kraljevstvo i stanovnici Selonike.
Nakon pobjede Alp Arslana u bitki kod Manzikerta, velik broj Turaka je došao u ovo područje. Oni su regiju nazvali 'Çukurova' umjesto dotadašnjeg uvriježenog naziva 'Cilicia'. Seldžuci su uzeli grad iz ruku Mamluka. Iako su postojala i razdoblja mira među dvjema kraljevstvima, ona bi se obično borila za kontrolu nad ovim područjem. Kad su Seldžuci osvojili Adanu, doveli su Karamanide u Çukurovu da čuvaju granicu. Seldžučka je dominacija međutim završila dolaskom križara 1097. Mamluci su ponovno osvojili grad početkom 14. stoljeća, dozvoljavajući naseljavanje mnogim turkmenskim  obiteljima. Obitelj Ramazanoğlu, jedna od turkmenskih obitelji koje su Mamluci doveli, vladala je Adanom sve dok Osmanlije nisu osvojili grad.

### Novi vijek
Od 16. stoljeća (1516.) Adana je pripadala Osmanskom Carstvu. Engleska, Francuska i Rusija ušle su u 19. stoljeću u političku borbu s Otomanskim Carstvom. Kako bi uništile osmansku vladavinu, te su zemlje pomogle egipatskome namjesniku Mehmet Ali-paši u njegovoj pobuni protiv Osmanlija. Od 1832. do 1840. Adana je bila pod Egiptom, kad je nakon Tursko-egipatskog rata 1839. vraćena u osmanski posjed. Ubrzo je uspostavljena upravna institucija u gradu te je Adana postala pokrajina.

### Suvremeno doba
U travnju 1909. i 1920. ovdje je došlo do masovnog ubojstva Armenaca u okviru genocida nad Armencima. Ovaj je događaj poznat pod nazivom Adanski masakr. Turski učenjaci i još neki drugi događaj nazivaju Adanskom pobunom, temeljeći to na tezi o uzrocima koji su skriveni u njegovoj pozadini.
Poslije Prvoga svjetskog rata, između 1918. i 1920., grad je bio u rukama francuskih postrojbi. Tijekom Turskog rata za neovisnost, Adana je bila strateški važna. Mustafa Kemal je došao u grad 31. listopada 1918. i tu se zadržao jedanaest dana. To je rezultiralo njegovom odlukom o borbi protiv Saveznika i rođenjem ideje onoga što je on nazvao Kuvayi Milliye. Turski su se nacionalisti potom udružili i zajedno borili do 5. veljače 1921.
30. siječnja 1943. je ovdje došlo do razgovora između Churchilla i İnönüa, tijekom kojeg su Saveznici pokušali nagovoriti Tursku na ulazak u Drugi svjetski rat, pri čemu je İnönüu uspjelo odgoditi nedvosmisleni pristanak. Od 1980-tih godina broj je stanovnika naglo porastao zbog priljeva kurdskih izbjeglica.

## Demografija
| 2011. | 1,617.284 |
| 2000. | 1,130.710 |
| 1997. | 1,033.571 |
| 1990. | 916.150   |
| 1985. | 777.554   |
| 1980. | 574.515   |
| 1970. | 351.655   |
| 1960. | 231.548   |
| 1950. | 117.642   |
| 1940. | 88.100    |
| 1935. | 76.473    |
| 1927. | 72.577    |

## Gospodarstvo
Adana je središte turske tekstilne industrije; proizvodnja tkanina, štavljenje kože i prerada pamuka glavne su aktivnosti unutar te grane. Osim toga, ona je trgovačko i distribucijsko središte za cijelu poljoprivrednu regiju u kojoj se proizvode pamuk, pšenica, ječam, grožđe, agrumi, masline i duhan. Poznata je i po svojem kebabu i şalgamu (soku od repe).

## Promet
Željeznički kolodvor je jedan od prometnih čvorova na Bagdadskoj željezničkoj prugi. U blizini grada nalazi se međunarodna zračna luka Adana Şakirpaşa.
Laki metro je u izgradnji od Hastane do Ankicilara.

## Gradske znamenitosti
Najvažnija povijesna građevina u Adani je kameni most preko Seyhana, kojeg je dao sagraditi car Hadrijan (Taş Köprü). Spomenuti most djelomično datira i iz vremena vladavine bizantskog cara Justinijana I. (6. stoljeća), a radi se o najstarijem mostu na svijetu koji se još uvijek koristi. U gradu se nalaze i ruševine dvorca iz 782.
Büyük Saat, veliki zvonik, dao je sagraditi lokalni guverner Adane 1882. Nažalost, oštećen je tijekom francuske okupacije, no 1935. je obnovljen te i dan danas njegova silueta predstavlja simbol grada. Oko zvonika se nalazi stari bazar (Kazancılar Çarşısı). U njemu je smještena Çarşı Hamamı, turska kupelj izgrađena 1519. U blizini zvonika nalaze se stare zgrade i grobovi guvernerā pokrajine.
Vrijedni posjeta su i u 16. stoljeću izgrađena Ulu džamija te istoimeni kompleks, kao i Hasan Kethüda džamija iz istog stoljeća. Najveća džamija u Turskoj, Sabanci Merkez džamija, još je jedna od znamenitosti ovoga grada.
Bebekli Kilise (crkva bebā) je stara katolička crkva smještena u gradskome središtu. U ulici u kojoj se nalazi crkva, nalaze se mnoge stare kuće.
U neposrednoj blizini grada
Primjeri rimske umjetnosti mozaika mogu se vidjeti u antičkim gradovima Misisu i Anazarbi. U Arheološkome muzeju nalaze se važne iskopine. 
Yumurtalık i Karataş su, s druge strane, turistička mjesta poznata po svojim plažama.
Građevine, spomenici i muzeji
- kameni most
- Seyhan Dam
- Ulu camii
- Sabanci Merkez džamija
- Maslačna džamija
- Muzej Atatürk
- Eski camii
- zvonik Büyük Saat
- Muzej grada Adane
- Etnografski muzej
- Arheološki muzej
- Muzej mozaika
- Alemdar Mescidi
- Şeyh Zülfi Mescidi
- Irmak Hamamı
- Çarşı Hamamı
- Mestenzade Hamamı
- Yeni Hamam
- Saat Kulesi

Povijesni lokaliteti i ruševine
- Ruševine Yumurtalıka - Yumurtalık
- Ruševine Anavarze - Kazan/Dilekkaya
- Ruševine Şar - Tufanbeyli/Şar
- Ruševine Mağarsus - Karataş
- Karatepe - Aslantaş (Domuztepe-Pınarözü) - Kadirli/Düziçi

Zanimljivosti
Kuće u Adani su ravnih krovova, koji služe kao spavaće sobe za stanovnike grada tijekom vrućih ljetnih dana.
Nekoliko vrsta voća potječe s ovog područja, primjerice marelica.

## Gastronomski specijaliteti
Adana ima vrlo bogatu i ukusnu kuhinju. Evo samo nekih od najpoznatijih specijaliteta:
- adanski kebab
- şalgam
- Yüzük çorbası
- Topalak
- Analı kızlı
- İçli köfte
- Sıkma
- Künefe
- Bici bici
- Karsambac

## Festivali
- Karakucak festival hrvanja - Kadirli (25. – 26. svibnja)
- Altın Koza (Zlatna čahura) filmski festival - (14. – 25. rujna)
- İmamoğlu festival breskvi - İmamoğlu (u lipnju)
- Kızıldağ Karakucak festival hrvanja - Karaisalı
- Festival trešanja - Saimbeyli (20. – 22. lipnja)

## Obrazovanje
- Çukurova sveučilište - Çukurova Üniversitesi
- Çağ sveučilište - Çağ Üniversitesi

## Sport
Poznati klubovi:
- Adanademirspor (nogomet)
- Adanaspor (nogomet)
- Botasspor (ženska košarka - 1. turska liga)
- Ceyhanspor (ženska košarka - 1. turska liga)

## Poznate osobe
- Kıvanç Tatlıtuğ
- Hasan Şaş
- Demir Demirkan
- Yılmaz Güney
- Yaşar Kemal
- Fatih Terim
- Şener Şen

## Međunarodna suradnja
Partner Adani je grad Beersheba u Izraelu.